# 哈利·胡迪尼
哈利·胡迪尼（英語：Harry Houdini；1874年3月24日—1926年10月31日），原名埃里西·魏斯（英語：Erik Weisz），是一位匈牙利裔美國魔術師和特技演員，以逃脫表演而流傳後世。他的藝名是為了向他的偶像，「魔術之父」讓-歐仁·羅貝爾-奧丁致敬。

## 早期生涯
胡迪尼於1874年3月24日出生在匈牙利的布達佩斯，具猶太背景。1878年隨著家人移民美國。起初他們居住在威斯康辛州的阿普里頓（Appleton），他的父親，梅爾·山謬·懷茲於當地的猶太教團擔任拉比。1887年失去該職位之後，父子兩人先搬到紐約暫住於東79街的一所接待家庭裡，直到找到了更適合永久居住的地方，才接其他家人過來同住。
取名“哈利”是因為和他的小名Ehrie發音聲調相似。

## 職業生涯

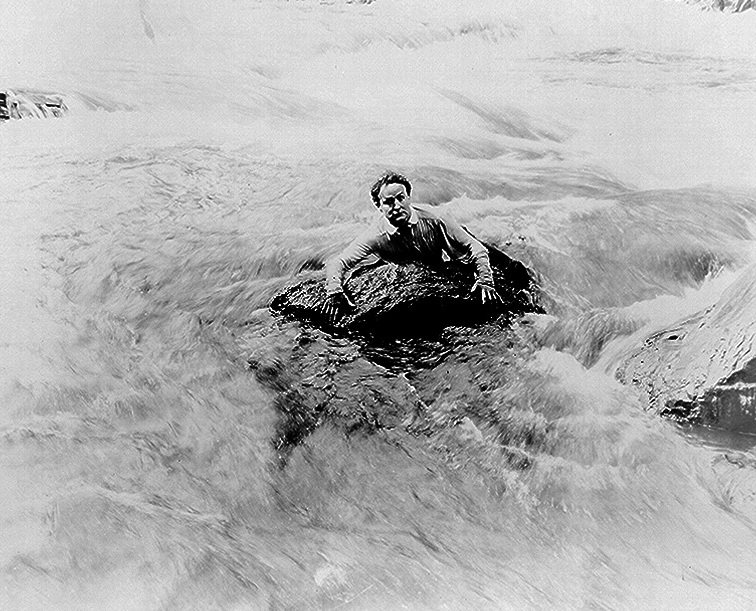
胡迪尼在電影The man from beyond中於河裡游泳的鏡頭

1891年，他正式成为一个专业的魔术师并开始自称为哈利·胡迪尼。胡迪尼的原由则是为了向一位法国魔术师让·欧仁·罗贝尔—奥丁（Jean Eugène Robert-Houdin）表达致敬的意思，直到1913年才成为他法定的名字。起初他的魔术师生涯并不算成功，不过在1893年他结识了同行的威廉明娜·比阿特丽斯并且经过三个星期的热烈追求之后，两人便步入礼堂。之后的表演生涯当中，她都会担任他的表演助理。
胡迪尼起初都是表演一些和扑克牌有关系的戏法，甚至曾自称「扑克牌之王」。他最著名的，但不是和脱逃术有关系的戏法是：他曾经在伦敦的赛马场让一头成年巨象从一座游泳池上方的舞台消失。

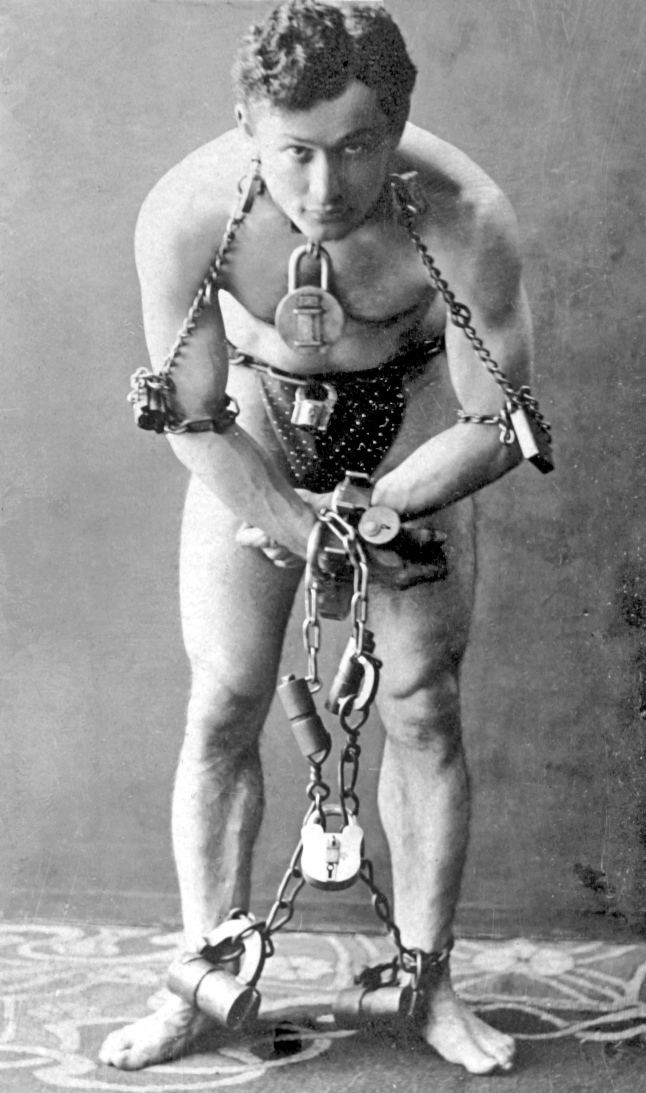
1899年胡迪尼表演脱逃术

他不久之后开始尝试脱逃术的表演。1899年当哈利·胡迪尼遇到了马戏团老板马丁·贝克时，才终于在事业上有了“重大突破”。马丁对胡迪尼表演的手铐戏法大为赞赏，于是建议他继续专注于脱逃术的表演并且安排他在奥芬杂耍剧院巡回表演。几个月里，他不断出现在许多国内顶级杂耍剧院的舞台上。1900年，胡迪尼更巡迴欧洲各地表演。直在1904年返国时，他已成为家喻户晓的人物。
整个1900年代和1910年代，胡迪尼在美国的表演经常都是非常成功的。他将自己从手铐、铁鍊、绳索和约束衣中解脱出来，而且通常在被绳索吊著或困在水中时表演，有时也会在众目睽睽之下直接表演。1913年他推出了堪称他最著名的戏法「中国水牢」。他会被倒吊在一座由玻璃和钢铁制成的密闭箱子里，而且箱子中的水不停的被灌满直到溢出为止。
在1920年代所出版的书里，他曾解释了一些他戏法的奥秘。大部分的锁或手铐利用巧劲都可以轻易解开，某些则需要利用鞋带的辅助。另外还有些时候，他会偷偷夹带著解锁的工具或者钥匙，把小钥匙反刍出来对他来说是轻而易举的事。他能从一个看似牢固的牛奶罐里脱逃出则完全是因为从罐子里面可以轻易的把颈部和牛奶罐分离开来。当被绳索或约束衣紧紧綑绑住的时候，为了争取扭动的空间，他先扩张肩膀和胸部，并把手臂向外撑开，然后让他的肩膀脱臼。原本他都隐藏在帘幕后方表演约束衣脱逃术，然后只有在脱困的时候才现身，但胡迪尼发现观众更能享受他在帘幕前表演时的整个挣脱过程。在许多场合里，他甚至会把自己倒吊在屋顶上来表演约束衣脱逃术，以增加悬疑效果。
胡迪尼的整套戏法，包括脱逃术，虽然都是相当困难的，但也曾被安排在不同的巡迴表演中，由他的兄弟，席奥·怀兹（Theo Weiss）（怀兹家族的「破折号」），利用「哈顿」（Hardeen）这个艺名所演出。而两者主要的不同点在于约束衣脱逃术：胡迪尼能够让两个肩膀都脱臼，但是哈顿则只能让一个肩膀脱臼。

## 揭穿靈媒
1920年代，在他摯愛的母親過世之後，他將精力轉移到揭穿自稱能通靈的靈媒身上，後來這樣的行為甚至啟發並被之後的魔術師如詹姆士·蘭提（James Randi）和索卡（P.C. Sorcar）所追隨。胡迪尼的專業訓練讓他能夠揭發連科學家和學者都無法識破的詐術。他是科学美国人（Scientific American）委員會的成員，該會提供現金大獎給能夠成功展示超自然能力的靈媒。也因胡迪尼的貢獻，该獎從沒有被領走過。當他的「魔鬼剋星」名聲日隆，胡迪尼還會在記者和警察的陪伴下，喬裝混入降靈會現場。他揭發的靈媒當中最出名的也許要算是一位波士頓的靈媒「米那·克蘭頓（Mina Crandon）」又名「瑪喬芮（Margery）」。
這些舉動讓胡迪尼喪失了与推理小说家柯南·道爾的友誼。道爾是一位對靈性主義深信不疑的人，他拒絕相信任何一個胡迪尼所揭發的事件。他甚至相信胡迪尼本身就是一位力量強大的靈媒，所以許多特技也都是因此才能達成，而「揭穿」不過是他使用這樣的能力來阻擋靈媒而已。（參考道爾於1931年，也就是胡迪尼過世後所出版的The Edge of The Unknown）。這樣的爭論使得兩人成為公開的對立者。

## 去世
胡迪尼於1926年10月31日离世，享年52歲。在兩個星期以前，胡迪尼曾經接受了一位來自麥基爾大學的拳擊學生J. Gordon Whitehead針對下腹部的打擊。長久以來胡迪尼的表演之一便是邀請一位觀眾上台打擊他的下腹部，但是在那一次的表演當中，他在沒有充分的準備之下被打了好幾拳，而且之後還必須躺在沙發上。
胡迪尼的喪禮在同年的11月4日於紐約舉行，到場參與的哀悼者超過了兩千位。他被埋葬在紐約皇后區的Machpelah墓園，墓碑上雕刻了「美國魔術師協會」的榮譽徽章。該協會直到今日都還會在他的忌日到他的墓地舉辦「破裂的魔術棒」儀式。
事隔81年後（2007年）胡迪尼的姪孫哈汀希望挖出他的遺體，由一批頂尖的刑事調查專家驗屍，以確定他是否因拆穿一些所謂通靈人的謊言而遭到忌恨，被人家下毒害死。
當時並未進行驗屍，而1926年11月20日發出死亡證明時，胡迪尼的遺體已經由火車從底特律運到紐約曼哈頓的中央車站，並安葬在皇后區，此事可能涉及任何陰謀的證據也隨之埋進土裡。
幾天後，一家報紙刊出標題為「胡迪尼是否受到謀害？」的報導。新出版的傳記「胡迪尼的祕密生活」再度提出這個問題，使哈汀和其他人相信胡迪尼確有可能被毒死。
胡迪尼如果確實遭到殺害，嫌疑最大的可能是一批所謂的通靈人，因為他生前最後幾年，一直在舞台表演努力揭穿他們的降神騙術。
福爾摩斯作者柯南·道爾也崇信通靈，而胡迪尼的傳記中提到柯南道爾1924年11月寫了一封信，宣稱胡迪尼「將罪有應得，很快就會遭到報應」。
兩年後，胡迪尼在53歲生日前去世。傳記中指出，通靈界在這方面的手法通常是下毒，而且可能是用砒霜。

## 身後
胡迪尼在死後還留給了他痛恨的靈媒們最後一擊。在臨死前，他和他的老婆貝絲·胡迪尼約定死後如果可能的話，會從另一個世界和她聯繫並且傳達一則先前溝通過的密語，以示證明。接下來的十年當中，每年萬聖節前夕，貝絲都會舉行一個降靈會來測試這個約定。1936年在最後一次不成功的降靈會之後，她熄滅了胡迪尼相片旁的一盞從死後一直保持燃燒的蠟燭。之後於1943年她說：「十年的等待對任何人來說都夠久了」。
聯邦郵局曾在2002年7月3日發行一套郵票，該郵票複製了胡迪尼最喜愛的宣傳海報。
哈利·胡迪尼在好萊塢最著名的星光步道上擁有一個星型石碑。他出演過五部默片，並且擔任其中幾部的編劇。
1953年一部由湯尼·寇帝斯（Tony Curtis）所主演的電影將胡迪尼生涯徹底的小說化。許多關於胡迪尼的誤解大部分都是來自於這部電影。譬如說，電影中描述胡迪尼是死於表演「中國水牢」，而非平凡無奇的腹膜炎。
知名3D特效软件Houdini以他的姓氏命名。

## 另見
- MTV真人恐怖魔術秀《驚悚401號房》（因哈利·胡迪尼是在底特律慈恩醫院的401號病房去世，節目因此而命名之）。
- 遊戲精靈寶可夢系列中的虛構寶可夢胡地取名自胡迪尼。

## 外部連結
- 哈利·胡迪尼在互联网电影资料库（IMDb）上的資料（英文）
- Houdini's Life（页面存档备份，存于）
- PBS:The American Experience: Houdini（页面存档备份，存于）
- Houdini (1953)（页面存档备份，存于） at the Internet Movie Database